# Großer Preis der USA 1969
Der Große Preis der USA 1969 (offiziell XII United States Grand Prix) fand am 5. Oktober auf dem Watkins Glen International in Watkins Glen statt und war das zehnte Rennen der Automobil-Weltmeisterschaft 1969.

## Berichte

### Hintergrund
Abgesehen von zwei kanadischen Gaststartern waren alle Teams, die beim Großen Preis von Kanada zwei Wochen zuvor anwesend waren, auch in Watkins Glen mit ähnlichen Besetzungen präsent. Hinsichtlich der Fahrer wurde lediglich John Miles von Mario Andretti vertreten und der dritte Werks-B.R.M. wurde für die letzten beiden Rennen mit dem Formel-1-Debütanten George Eaton besetzt.
Jochen Rindt bestritt seinen 50. Grand Prix.

### Training
Die im ersten Training bei feuchten Streckenverhältnissen erzielten Rundenzeiten spielten keine Rolle für die Startaufstellung. Es zeigte sich, dass die umstrittenen allradgetriebenen Wagen Lotus 63 und Matra MS84 auch unter diesen Bedingungen keine nennenswerten Vorteile gegenüber den konventionell angetriebenen Fahrzeugen hatten.
Im zweiten Training schlug Rindt mit einer um 0,03 Sekunden schnelleren Rundenbestzeit den McLaren-Fahrer Denis Hulme. Die zweite Startreihe teilte sich der bereits seit dem Italien-GP als neuer Weltmeister feststehende Jackie Stewart mit Graham Hill, dem Weltmeister des Vorjahres.

### Rennen
Bruce McLaren konnte seinen sechsten Startplatz nicht nutzen, da sein Motor bereits in einer der Aufwärmrunden überhitzte.
Rindt setzte seine Pole-Position in eine Führung um, ohne sich jedoch deutlich von seinen Verfolgern Stewart und Hill absetzen zu können. Hulme fiel aufgrund von technischen Problemen sofort zurück und musste nach wenigen Runden die Box ansteuern. In der dritten Runde konnte Joseph Siffert Hill überholen, gefolgt von Jean-Pierre Beltoise und Piers Courage. Durch Sifferts Ausfall wenige Runden später und die Tatsache, dass Beltoise wegen Getriebeproblemen benachteiligt war, gelangte Courage auf Rang drei.
In Runde 12 gelang es Stewart, die Führung von Rindt zu übernehmen. Dieser kämpfte sich jedoch in Runde 20 zurück an die Spitze und konnte sich diesmal deutlich von Stewart absetzten, da dessen Motor bereits erste Anzeichen eines Defektes zeigte, die schließlich in Runde 36 zu einem Ausfall führten.
Rund 40 Sekunden hinter Rindt kämpfte nun Courage in seinem Kunden-Brabham mit den beiden Werkswagen von Jacky Ickx und Jack Brabham um die zweite Position. Nachdem jedoch Ickx mit Motorschaden ausgefallen war und Brabham zum Nachtanken an die Box musste, ergab sich für den ehemaligen Weltmeister John Surtees erstmals in dieser Saison die Chance auf einen Podiumsplatz.
In Runde 88 hatte Hill einen Dreher, bei dem sein Motor ausging. Er musste daraufhin aussteigen, um seinen Wagen durch Anschieben wieder in Gang zu setzen. Dies gelang zwar, er konnte sich jedoch ohne die Unterstützung seiner Mechaniker nicht mehr korrekt anschnallen. Bei einem weiteren Dreher mit anschließendem Überschlag in Runde 91 wurde Hill daher aus dem Cockpit geschleudert und brach sich beide Beine.
Rindt konnte schließlich im höchstdotierten Rennen des Jahres seinen ersten Grand-Prix-Sieg sicherstellen, und zwar direkt in Verbindung mit seinem ersten Hattrick. Es war zugleich der erste Sieg für einen österreichischen Formel-1-Fahrer.

## Meldeliste
| Team                          | Nr. | Fahrer               | Chassis            | Motor                    | Reifen |
| ----------------------------- | --- | -------------------- | ------------------ | ------------------------ | ------ |
| Gold Leaf Team Lotus          | 01  | Graham Hill          | Lotus 49B          | Ford Cosworth DFV 3.0 V8 | F      |
| Gold Leaf Team Lotus          | 02  | Jochen Rindt         | Lotus 49B          | Ford Cosworth DFV 3.0 V8 | F      |
| Gold Leaf Team Lotus          | 09  | Mario Andretti       | Lotus 63           | Ford Cosworth DFV 3.0 V8 | F      |
| Matra International (Tyrrell) | 03  | Jackie Stewart       | Matra MS80         | Ford Cosworth DFV 3.0 V8 | D      |
| Matra International (Tyrrell) | 04  | Jean-Pierre Beltoise | Matra MS80         | Ford Cosworth DFV 3.0 V8 | D      |
| Matra International (Tyrrell) | 16  | Johnny Servoz-Gavin  | Matra MS84         | Ford Cosworth DFV 3.0 V8 | D      |
| Bruce McLaren Motor Racing    | 05  | Denis Hulme          | McLaren M7A        | Ford Cosworth DFV 3.0 V8 | G      |
| Bruce McLaren Motor Racing    | 06  | Bruce McLaren        | McLaren M7C        | Ford Cosworth DFV 3.0 V8 | G      |
| Motor Racing Developments     | 07  | Jacky Ickx           | Brabham BT26A      | Ford Cosworth DFV 3.0 V8 | G      |
| Motor Racing Developments     | 08  | Jack Brabham         | Brabham BT26A      | Ford Cosworth DFV 3.0 V8 | G      |
| Rob Walker Racing Team        | 10  | Joseph Siffert       | Lotus 49B          | Ford Cosworth DFV 3.0 V8 | F      |
| North American Racing Team    | 12  | Pedro Rodríguez      | Ferrari 312 (1969) | Ferrari 255C 3.0 V12     | F      |
| Owen Racing Organisation      | 14  | John Surtees         | BRM P139           | BRM P142 3.0 V12         | D      |
| Owen Racing Organisation      | 15  | Jackie Oliver        | BRM P139           | BRM P142 3.0 V12         | D      |
| Owen Racing Organisation      | 22  | George Eaton         | BRM P138           | BRM P142 3.0 V12         | D      |
| Frank Williams Racing Cars    | 18  | Piers Courage        | Brabham BT26A      | Ford Cosworth DFV 3.0 V8 | D      |
| Silvio Moser Racing Team      | 19  | Silvio Moser         | Brabham BT24       | Ford Cosworth DFV 3.0 V8 | G      |
| Pete Lovely Volkswagen Inc.   | 21  | Pete Lovely          | Lotus 49B          | Ford Cosworth DFV 3.0 V8 | F      |

## Klassifikationen

### Startaufstellung
| Pos. | Fahrer               | Konstrukteur | Zeit    | Ø-Geschwindigkeit | Start |
| ---- | -------------------- | ------------ | ------- | ----------------- | ----- |
| 01   | Jochen Rindt         | Lotus-Ford   | 1:03,62 | 209,425 km/h      | 01    |
| 02   | Denis Hulme          | McLaren-Ford | 1:03,65 | 209,326 km/h      | 02    |
| 03   | Jackie Stewart       | Matra-Ford   | 1:03,77 | 208,932 km/h      | 03    |
| 04   | Graham Hill          | Lotus-Ford   | 1:04,05 | 208,019 km/h      | 04    |
| 05   | Joseph Siffert       | Lotus-Ford   | 1:04,06 | 207,986 km/h      | 05    |
| 06   | Bruce McLaren        | McLaren-Ford | 1:04,22 | 207,468 km/h      | 06    |
| 07   | Jean-Pierre Beltoise | Matra-Ford   | 1:04,29 | 207,242 km/h      | 07    |
| 08   | Jacky Ickx           | Brabham-Ford | 1:04,32 | 207,146 km/h      | 08    |
| 09   | Piers Courage        | Brabham-Ford | 1:04,58 | 206,312 km/h      | 09    |
| 10   | Jack Brabham         | Brabham-Ford | 1:04,80 | 205,611 km/h      | 10    |
| 11   | John Surtees         | B.R.M.       | 1:05,06 | 204,789 km/h      | 11    |
| 12   | Pedro Rodríguez      | Ferrari      | 1:05,94 | 202,056 km/h      | 12    |
| 13   | Mario Andretti       | Lotus-Ford   | 1:06,52 | 200,295 km/h      | 13    |
| 14   | Jackie Oliver        | B.R.M.       | 1:06,55 | 200,204 km/h      | 14    |
| 15   | Johnny Servoz-Gavin  | Matra-Ford   | 1:07,13 | 198,475 km/h      | 15    |
| 16   | Pete Lovely          | Lotus-Ford   | 1:07,55 | 197,241 km/h      | 16    |
| 17   | Silvio Moser         | Brabham-Ford | 1:08,20 | 195,361 km/h      | 17    |
| 18   | George Eaton         | B.R.M.       | 1:11,27 | 186,945 km/h      | 18    |

### Rennen
| Pos. | Fahrer               | Konstrukteur | Runden | Stopps | Zeit        | Start | Schnellste Runde |
| ---- | -------------------- | ------------ | ------ | ------ | ----------- | ----- | ---------------- |
| 01   | Jochen Rindt         | Lotus-Ford   | 108    | 0      | 1:57:56,84  | 01    | 1:04,34 (69.)    |
| 02   | Piers Courage        | Brabham-Ford | 108    | 0      | + 46,99     | 09    |                  |
| 03   | John Surtees         | B.R.M.       | 106    | 0      | + 2 Runden  | 11    |                  |
| 04   | Jack Brabham         | Brabham-Ford | 106    | 1      | + 2 Runden  | 10    |                  |
| 05   | Pedro Rodríguez      | Ferrari      | 101    | 1      | + 7 Runden  | 12    |                  |
| 06   | Silvio Moser         | Brabham-Ford | 98     | 0      | + 10 Runden | 17    |                  |
| –    | Johnny Servoz-Gavin  | Matra-Ford   | 92     | 0      | NC          | 15    |                  |
| –    | Graham Hill          | Lotus-Ford   | 90     | 0      | DNF         | 04    |                  |
| –    | Jacky Ickx           | Brabham-Ford | 77     | 0      | DNF         | 08    |                  |
| –    | George Eaton         | B.R.M.       | 76     | 0      | DNF         | 18    |                  |
| –    | Jean-Pierre Beltoise | Matra-Ford   | 72     | 1      | DNF         | 07    |                  |
| –    | Denis Hulme          | McLaren-Ford | 52     | 1      | DNF         | 02    |                  |
| –    | Jackie Stewart       | Matra-Ford   | 35     | 0      | DNF         | 03    |                  |
| –    | Pete Lovely          | Lotus-Ford   | 25     | 0      | DNF         | 16    |                  |
| –    | Jackie Oliver        | B.R.M.       | 23     | 0      | DNF         | 14    |                  |
| –    | Joseph Siffert       | Lotus-Ford   | 3      | 0      | DNF         | 13    |                  |
| –    | Mario Andretti       | Lotus-Ford   | 3      | 0      | DNF         | 05    |                  |
| DNS  | Bruce McLaren        | McLaren-Ford | –      | –      | –           | 06    | –                |

## WM-Stände nach dem Rennen
Die ersten sechs des Rennens bekamen 9, 6, 4, 3, 2, 1 Punkt(e). Die besten fünf Ergebnisse der ersten sechs und die besten vier der letzten fünf Rennen zählten zur Meisterschaft. In der Konstrukteurswertung zählten dabei nur die Punkte des bestplatzierten Fahrers eines Teams.

### Fahrerwertung
| Pos. | Fahrer               | Konstrukteur                   | Punkte |
| ---- | -------------------- | ------------------------------ | ------ |
| 01   | Jackie Stewart       | Matra-Ford                     | 60     |
| 02   | Jacky Ickx           | Brabham-Ford                   | 31     |
| 03   | Bruce McLaren        | McLaren-Ford                   | 26     |
| 04   | Jochen Rindt         | Lotus-Ford                     | 22     |
| 05   | Graham Hill          | Lotus-Ford                     | 19     |
| 06   | Jean-Pierre Beltoise | Matra-Ford                     | 19     |
| 07   | Piers Courage        | Brabham-Ford                   | 16     |
| 08   | Joseph Siffert       | Lotus-Ford                     | 15     |
| 09   | Denis Hulme          | McLaren-Ford                   | 11     |
| 10   | Jack Brabham         | Brabham-Ford                   | 10     |
| 11   | John Surtees         | B.R.M.                         | 6      |
| 12   | Chris Amon           | Ferrari                        | 4      |
| 13   | Richard Attwood      | Lotus-Ford                     | 3      |
| 14   | Vic Elford           | McLaren-Ford / Cooper-Maserati | 3      |
| 15   | Pedro Rodríguez      | Ferrari / B.R.M.               | 3      |
| 16   | Johnny Servoz-Gavin  | Matra-Ford                     | 1      |
| 17   | Silvio Moser         | Brabham-Ford                   | 1      |
| 18   | Jackie Oliver        | B.R.M.                         | 0      |

| Pos. | Fahrer               | Konstrukteur   | Punkte |
| ---- | -------------------- | -------------- | ------ |
| 19   | Pete Lovely          | Lotus-Ford     | 0      |
| 20   | Sam Tingle           | Brabham-Repco  | 0      |
| 21   | John Miles           | Lotus-Ford     | 0      |
| –    | Henri Pescarolo (F2) | Matra-Ford     | 0      |
| –    | Kurt Ahrens (F2)     | Brabham-Ford   | 0      |
| –    | Rolf Stommelen (F2)  | Lotus-Ford     | 0      |
| –    | Peter Westbury (F2)  | Brabham-Ford   | 0      |
| –    | Xavier Perrot (F2)   | Brabham-Ford   | 0      |
| –    | Peter de Klerk       | Brabham-Repco  | 0      |
| –    | Mario Andretti       | Lotus-Ford     | 0      |
| –    | John Love            | Lotus-Ford     | 0      |
| –    | Basil van Rooyen     | McLaren-Ford   | 0      |
| –    | Joakim Bonnier       | Lotus-Ford     | 0      |
| –    | Derek Bell           | McLaren-Ford   | 0      |
| –    | François Cevert (F2) | Tecno-Ford     | 0      |
| –    | Bill Brack           | B.R.M.         | 0      |
| –    | John Cordts          | Brabham-Climax | 0      |
| –    | George Eaton         | B.R.M.         | 0      |

### Konstrukteurswertung
| Pos. | Konstrukteur | Punkte  |
| ---- | ------------ | ------- |
| 01   | Matra-Ford   | 63      |
| 02   | Lotus-Ford   | 47      |
| 03   | Brabham-Ford | 45      |
| 04   | McLaren-Ford | 29 (31) |

| Pos. | Konstrukteur    | Punkte |
| ---- | --------------- | ------ |
| 05   | Ferrari         | 7      |
| 06   | B.R.M.          | 6      |
| 07   | Cooper-Maserati | 0      |
| 08   | Brabham-Repco   | 0      |